# Laurel und Hardy: Hosen für Philip
Putting Pants On Philip (englisch für ‚Philip Hosen anziehen‘) ist eine Stummfilm-Komödie aus dem Jahr 1927 mit dem Komiker-Duo Laurel und Hardy in den Hauptrollen. Der Film wurde am 3. Dezember 1927 uraufgeführt, die deutsche Erstaufführung fand am 12. März 1928 in Berlin statt.

## Handlung
Piedmont Mumblethunder erwartet seinen schottischen Neffen Philip am Hafen. Vorher hatte er bereits von seiner Schwester aus Schottland einen Brief erhalten, die ihn davor warnt, dass Philip beim Anblick eines hübschen Mädchens außer Rand und Band gerät. Philip, der traditionsgemäß einen Schottenrock trägt, macht sich an Piedmonts Seite schnell zum Gespött der Leute, was letzteren dazu veranlasst, seinem Neffen Hosen anzuziehen. Recht bald setzt aber auch die Tatsache ein, dass Philip immerzu derselben jungen Frau hinterherläuft, was es für Piedmont noch schwieriger macht, ihn in Hosen zu bekommen. Der Film endet damit, dass Philip seinen Schottenrock auszieht, um ihn über ein Schlammloch zu legen und der Frau einen komfortablen Übergang zu gewähren. Als kurz nach dieser Piedmont selbiges tun will, versinkt er sogleich darin.

## Hintergrund
Die Aufnahmen für den Film fanden im September 1927 an verschiedenen Orten in Los Angeles und Culver City statt. Die Straßenszenen beispielsweise wurden am Culver Boulevard sowie am Zuweg zur Main Street gedreht. Laurel selbst bezeichnete Putting Pants On Philip als ersten richtigen Laurel-und-Hardy-Film, wenn er auch noch Teil der All Star-Serie des Hal Roach Studios war.
In Deutschland fand die Uraufführung am 12. März 1928 unter dem Titel Der Jüngling aus der Fremde im Berliner Gloria-Palast statt. 1963 wurde der Kurzfilm im Rahmen der ARD-Serie Es darf gelacht werden von Werner Schwier unter dem Titel Was tragen die Schotten da drunter ausgestrahlt. 1968 folgte eine erneute Aufführung im Bali-Filmtheater in München unter dem Titel Philip(p), zieh die Hosen an. In den Jahren 1970 und 1976 wurde der Film zweimal im ZDF, einmal als Der Mann im Weiberrock und das zweite Mal als Ein brutaler Hosenkauf, gezeigt.

## Kritik
„Die Komödie Der Jüngling aus der Fremde, die die Erlebnisse eines schottischen Provinzlers in New York schildert, zeigt die vielbelachte Situationskomik.“

„Eine sehr sauber, auch einfallsreich, wenn auch nicht immer so geistreich zusammengedichtete Groteske, die aber so viel gesunden Humor bringt, dass man, ob intellektuell oder nicht, ob Jüngling, Greis am Stabe, nicht unerheblich lacht.“